# Primeiro-tenente
Primeiro-tenente, na  hierarquia militar do Brasil e de Portugal, é um  posto do oficialato.
Nas Forças Armadas do Brasil, o posto faz  parte do círculo dos oficiais subalternos. No Exército, situa-se abaixo do de capitão e acima do de segundo-tenente; na Marinha, está abaixo de capitão-tenente e acima de segundo-tenente; na Força Aérea, está abaixo de  capitão-aviador e acima de segundo-tenente.
No Exército Brasileiro, o 1.° tenente é comandante um pelotão ou seção ou subcomandante de uma companhia.
Nas  Forças Armadas Portuguesas, o posto de primeiro-tenente só existe na Marinha, correspondendo ao de  capitão do Exército ou da  Força Aérea.

## Etimologia
A palavra "tenente" é provém do  latim tenens, entis, no sentido de 'o que governa, administra, dirige, está à frente de'. Em francês, o termo correspondente, usado na hierarquia militar, é lieutenant, palavra introduzida no século XIII,  significando 'aquele que está imediatamente abaixo de um chefe e o substitui em certos casos'. Em português, a palavra 'lugar-tenente' foi  introduzida no século XVI e, ainda na antiguidade, o termo foi reduzida para 'tenente', mantendo o mesmo significado. 

## Insígnias e distintivos

Exército Alemão (Oberleutnant)
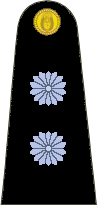
Exército Argentino (Teniente Primero)
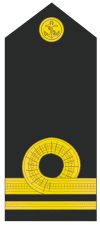
Marinha do Brasil (Primeiro Tenente)
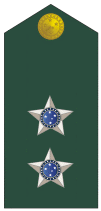
Exército Brasileiro (Primeiro Tenente)
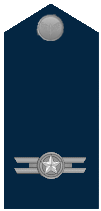
Força Aérea Brasileira (Primeiro Tenente)
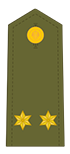
Exército Espanhol (Teniente)
Exército dos Estados Unidos (First Lieutenant)
Exército Francês (Lieutenant)
Exército Italiano (Tenente)
Exército Português (Capitão)